# Манник литовский
Манник литовский (лат. Glyceria lithuanica) — вид травянистых растений рода Манник (Glyceria) семейства Злаки (Poaceae).

## Ботаническое описание
Многолетние травянистые растения. Корневище ползучее с побегами. Стебли при основании восходящие, затем прямостоячие, нетолстые, 50—120 см высотой и 2—3,5 мм толщиной. Листья плоские, неширокие и тонкие по краям шероховатые, 4—8 мм шириной.
Метёлка 15—25 см длиной и 4—10 см шириной, очень рыхлая, поникающая, с нагнутыми в одну сторону очень тонкими, почти волосовидными, шероховатыми ветвями. Колоски зеленоватые, реже фиолетово-покрашеные, 4—8 мм длиной, 3—5, реже 6-цветковые, рыхло расположенные преимущественно на концах ветвей метёлки. Колосковые чешуйки плёнчатые, яйцевидные или продолговато-яйцевидные, туповато-заострённые или почти тупые, на верхушке обыкновенно мелко- и тупо-зазубренные; из них верхняя около 2 мм длиной, до 1½ раз длиннее нижней. Наружная прицветная чешуйка длиннее колосковых, 2,5—3,5 мм длиной, почти одинаковой длины с внутренней, яйцевидная или продолговато-эллиптическая, тупая и на верхушке мелко- и тупо-зазубренная, с 7 шероховатыми жилками. 2n=20.

## Распространение и экология
Евразия. Встречается на болотах, по их окраинам, в сырых хвойных лесах.

## Синонимы
- Festuca lithuanica Asch.
- Glyceria angustifolia Skvortsov
- Glyceria aquatica subsp. debilior (Trin. ex F.Schmidt) T.Koyama
- Glyceria arundinacea subsp. triflora (Korsh.) Tzvelev
- Glyceria debilior (Trin. ex F.Schmidt) Kudô
- Glyceria lithuanica subsp. orientalis (Kom.) Kuvaev
- Glyceria maxima subsp. triflora (Korsh.) Hultén
- Glyceria orientalis Kom.
- Glyceria triflora (Korsh.) Kom.
- Poa lithuanica Gorskibasionym